# Vana-Mustamäe
Vana-Mustamäe är en stadsdel i distriktet Nõmme i Estlands huvudstad Tallinn.